# El ancho mundo allá lejos (cuento de Ray Bradbury)
El ancho mundo allá lejos (título original en inglés: The Great Wide World Over There) es un cuento del escritor estadounidense Ray Bradbury publicado originalmente en la revista canadiense Maclean's el 15 de agosto de 1952 con el título Cora and the Great Wide World. Fue incluido en sus antologías de cuentos Las doradas manzanas del sol (1953), Twice 22 (1966) y The Ray Bradbury Stories (1980).

## Argumento
Cora vive con su marido Tom en un valle de las montañas de Missouri soñando con el mundo que hay más allá de donde siempre ha vivido, un mundo que no conoce. 
Ese verano, Cora está contenta, pues viene de visita su sobrino Benjy, quien le enseñará a escribir, y así podrá enviar y recibir cartas de gente que vive lejos de allí, contándole cosas del mundo de allá lejos.

## Adaptación televisiva
El propio autor adaptó el cuento para la serie de televisión The Ray Bradbury Theater. El episodio Great Wide World Over There se emitió el 29 de octubre de 1992. Fue dirigido por Ian Mune y está interpretado por
Tyne Daly, David Orth y William Johnson.